# 驮堪乡
驮堪乡，是中华人民共和国广西壮族自治区崇左市天等县下辖的一个乡镇级行政单位。

## 行政区划
驮堪乡下辖以下地区：
驮堪村、爱权村、新民村、南岭村、道念村、独山村、文秀村、帲龙村、啟新村、贤民村和孔民村。